# Angaston
Angaston ist eine Stadt im Barossa Valley, South Australia, 77 Kilometer nordöstlich von Adelaide. Der Ort wurde im Jahre 1842 gegründet. Die ersten Siedler waren hauptsächlich Briten und Deutsche. Der Namensvater des Ortes, George Fife Angas (1789–1879), hatte in die junge südaustralische Kolonie investiert.

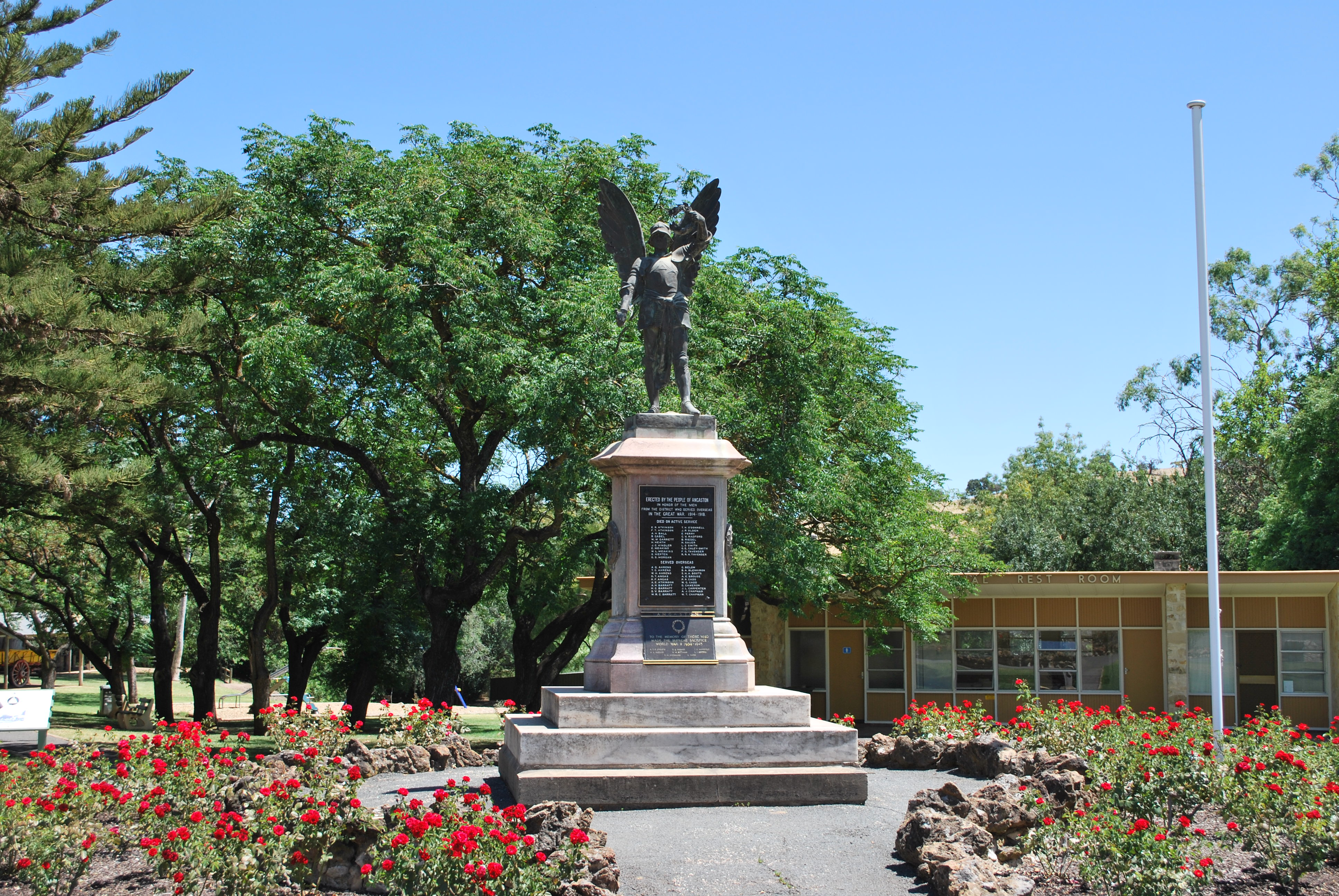
Angaston, Kriegsdenkmal

Angaston befindet sich auf einer Höhe von 374 Metern und hat 2.184 Einwohner (Stand 2021).
Heute ist Angaston bekannt für seine Weingüter. Die bekanntesten sind Yalumba und Saltram Winery.

## Persönlichkeiten
- Gordon Freeth (1914–2001), australischer Außenminister
- O. P. Heggie (1877–1936), australischer Schauspieler
- Peter Lehmann (1930–2013), australischer Unternehmer und Winzer